# نواسور
نواسور (نام علمی: Noasaurus) نام یک گونه از کلاد ددپایان است.